# Cargolet eurasiàtic
El cargolet eurasiàtic (Troglodytes troglodytes), és un ocell molt petit, de l'ordre dels passeriformes. És l'única de les prop de 60 espècies de la seva família que viu al Vell Món. Tan sols és un ocell migrador en les parts nord de la seva distribució.
El nom científic de "troglodytes" vol dir que viu en coves i es refereix a la seva habilitat de perseguir insectes fins al seu cau o esquerdes. Fa de 9 a 10,5 cm i té barres distintives. A les Balears rep el nom de passaforadí i algunes zones del nord de Catalunya també és anomenat popularment sageta, car menja un cuc especial (caragolí del regne Sageeta).